# Szczęsny Zaremba
Szczęsny Zaremba (ur. sierpień 1851 w Dulowej, zm. 12 grudnia 1923 w Tarnowie) – polski architekt, budowniczy miejski w Tarnowie.

## Życiorys
Urodził się w Dulowej w 1851 roku i był młodszym bratem Karola Zaremby. Uczył się w szkołach w Trzebini, Chrzanowie, szkole prywatnej Andrzeja Józefczyka oraz gimnazjum św. Anny w Krakowie. W latach 1868–1871 studiował w Instytucie Technicznym w Krakowie. Odbył służbę wojskową w 13 pułku piechoty uzyskując stopień porucznika. Od 1872 pracował w Dyrekcji Inżynierii w Krakowie i kierował budową m.in. koszar arcyksięcia Rudolfa, szpitala św. Łazarza, dworców kolejowych oraz projektował drogi, magazyny forty. W 1883 uzyskał koncesję samodzielnego budowniczego. Był jednym z członków założycieli Krakowskiego Towarzystwa Technicznego i pełnił funkcję sekretarza, należał także do redakcji organu wydawniczego Towarzystwa "Czasopisma Technicznego", gdzie zamieszczał swoje prace z zakresu budownictwa.
W 1884 magistrat Tarnowa ogłosił konkurs na budowniczego miasta i 6 marca 1884 Szczęsny Zaremba dostał nominacje na to stanowisko. Do jego zadań należał nadzór nad wszystkimi budowami w mieście, kanalizacją miejską, wodociągami i stanem ulic. Powierzoną mu funkcję pełnił do 1921.
Pracował również jako wykładowca w szkole przemysłowej. Działał w Towarzystwie Gimnastycznym "Sokół". W 1913 został prezesem tarnowskiego oddziału Polskiego Towarzystwa Politechnicznego.
Zmarł 12 grudnia 1923 w Tarnowie i pochowany został na Starym Cmentarzu w Tarnowie obok swojej żony Romy zmarłej w 1916. Małżeństwo to było bezdzietne.

## Nagrody
W 1895 został udekorowany Złotym Krzyżem Zasługi z koroną. Pod koniec czerwca 1983 Miejska Rada Narodowa w Tarnowie nadała jednej z ulic miasta imię Szczęsnego Zaremby.

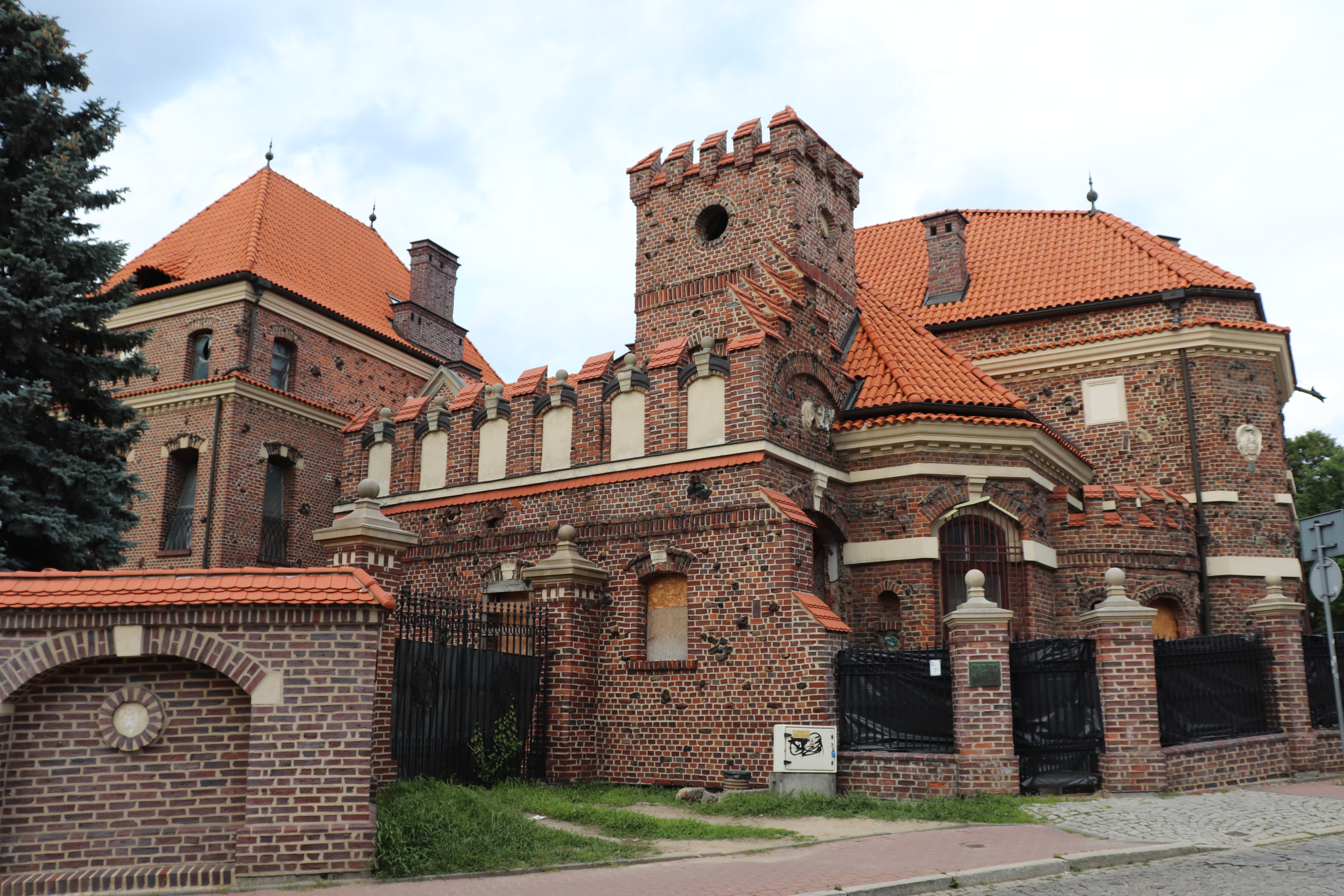
"Koci zamek" w Tarnowie

## Dokonania
W okresie sprawowania urzędu w Tarnowie wykonał prawie sześćdziesiąt projektów. Wśród nich jest:
- w 1885 – przebudowa kamienicy Wittmayera
- W l. 1889-1892 kierował pracami przy odnowie Ratusza
- w 1892 – Zakład Zastawniczy Podupadłych Mieszczan (lombard miejski) – obecnie Pekao S.A.
- w 1892 – Szkoła Wydziałowa Żeńska im. Franciszka Józefa I – obecnie budynek Poczty Polskiej
- w 1893 – nadbudowa Hotelu Krakowskiego – obecnie m.in. siedziba Zarządu Realności Książąt Sanguszków
- w 1893 – Koci Zamek
- w 1894 – Szkoła im. T. Kościuszki na Strusinie – obecnie Przedszkole nr 17
- w 1896 – Szkoła Ludowa na Grabówce – obecnie II LO
- w 1896 – Szkoła Ludowa Męska im. K. Brodzińskiego na Zawalu – obecnie III LO
- w 1898 – kamienica Karola Smolika
- w latach 90. XIX wieku – kamienica dra Stanisława Stojałowskiego
- w 1900 – Ochronka im św. Stanisława na Grabówce – obecnie Przedszkole nr 1
- w 1902 – kamienica M. D. Lisa
- w 1904 – Szkoła Ludowa Żeńska im. St. Konarskiego na Zabłociu – obecnie Szkoła Podstawowa nr 2
- w 1912-1914 – Szkoła im. T. Czackiego – obecnie Zespół Szkół Katolickich